# Spectracanthicus
Spectracanthicus is een monotypisch geslacht van straalvinnige vissen uit de familie van de harnasmeervallen (Loricariidae).

## Soort
- Spectracanthicus murinus Nijssen & Isbrücker, 1987